# Manulea fragrans
Manulea fragrans är en flenörtsväxtart som beskrevs av Rudolf Schlechter. Manulea fragrans ingår i släktet Manulea och familjen flenörtsväxter. Inga underarter finns listade i Catalogue of Life.